# マリー・ド・ブロワ (アンジュー公妃)
マリー・ド・ブロワ（Marie de Blois, 1345年 - 1404年）は、ブルターニュ公シャルル・ド・ブロワとパンティエーヴル女伯ジャンヌの娘。アンジュー公・名目上のナポリ王ルイ1世の妃。

## 生涯
マリーは1360年にフランス王ジャン2世の息子ルイ1世と結婚した。この結婚により夫の称号は増加したが、実際にナポリ王国を統治することはなかった。1384年にルイ1世が亡くなると、プロヴァンスのほとんどの町が息子ルイ2世に対して反乱を起こした。マリーは貴重品を質に入れて軍隊を結成した。
マリーと幼い息子、そして軍隊は支援を得るために町から町へと移動した。1387年、ルイ2世はプロヴァンス伯として正式に認められた。その後マリーはフランス王シャルル6世に対し、息子のナポリ獲得を支援するよう訴えた。1390年、ルイ2世は教皇とフランスの支援を受けてナポリへ向けて出航した。マリーはアラゴンがルイ2世を妨害しないように、ルイ2世とヨランド・ダラゴンとの結婚交渉を行った。
ルイ2世とヨランドは1400年に結婚した。マリーは有能な統治者であり、死の床でルイ2世に20万エキュを貯めていたことを明かした。これは、ルイ2世が捕まった場合にマリーが身代金を支払えるようにするためのものであった。

## 子女
- マリー（1370年 - 1383年）[4]
- ルイ2世（1377年 - 1417年） - アンジュー公、ナポリ対立王[1]
- シャルル（1380年 - 1404年） - ターラント公、ルシー伯、エタンプ伯、ジアン伯[4]